# Alphonse Schmitt
Alphonse Schmitt (* 1. Dezember 1875 in Kœtzingue; † 13. Februar 1912 in Paris) war ein deutscher Organist und Komponist.
Alphonse Schmitt war Schüler von Alexandre Guilmant (um 1901) und Charles-Marie Widor. Er wirkte als Organist und Komponist an der Pariser Kirche Saint-Philip-du-Roule. Er hinterließ eine Anzahl von Orgelkompositionen, von denen vor allem die Toccatina bekannt geblieben ist.